# شارلروآ
شهر شارلروآ (به فرانسوی: Charleroi) در شهرستان شارلروآ در استان انو در منطقه فدرال والوون در کشور بلژیک واقع شده‌است. این شهر زشت ترین شهر جهان لقب گرفت.